# Afrikaans kampioenschap voetbal onder 17 - 2015
Het Afrikaans kampioenschap voetbal onder 17 van 2015 was de 16e editie van het Afrikaans kampioenschap voetbal onder 17, een CAF-toernooi voor nationale ploegen van spelers onder de 17 jaar. Er namen acht landen deel aan dit toernooi dat van 15 februari tot en met 1 maart 2015 in Niger werd gespeeld. Mali werd winnaar van het toernooi. In de finale werd Zuid-Afrika met 2–0 verslagen. Guinee werd derde.
Dit toernooi dient tevens als kwalificatietoernooi voor het wereldkampioenschap voetbal onder 17 van 2015, dat van 17 oktober tot en met 8 november 2015 in Chili wordt gespeeld. De vier beste landen van dit toernooi plaatsen zich, dat zijn Guinee, Mali, Nigeria en Zuid-Afrika.

## Kwalificatie
| Team             | Aantal deelnames |
| ---------------- | ---------------- |
| Niger (gastland) | 1e               |
| Guinee           | 5e               |
| Ivoorkust        | 5e               |
| Kameroen         | 5e               |
| Mali             | 5e               |
| Nigeria          | 8e               |
| Zuid-Afrika      | 3e               |
| Zambia           | 1e               |

## Stadions
| Niamey                                          | · Niamey (Stade Général Seyni Kountché) |
| Stade Général Seyni Kountché Capaciteit: 35.000 | · Niamey (Stade Général Seyni Kountché) |
|                                                 | · Niamey (Stade Général Seyni Kountché) |
| Stade Municipal Capaciteit: 10.000              | · Niamey (Stade Général Seyni Kountché) |

## Groepsfase

### Groep A
| Pos. | Land    | GW | W | G | V | DV | DT | +/− | Ptn. |
| ---- | ------- | -- | - | - | - | -- | -- | --- | ---- |
| 1    | Nigeria | 3  | 2 | 1 | 0 | 6  | 2  | +4  | 7    |
| 2    | Guinee  | 3  | 1 | 1 | 1 | 3  | 3  | 0   | 4    |
| 3    | Zambia  | 3  | 1 | 0 | 2 | 3  | 5  | –2  | 3    |
| 4    | Niger   | 3  | 1 | 0 | 2 | 3  | 5  | –2  | 3    |

|                        |       |                         |         |                                                                                       |
| 15 februari 2015 15:00 | Niger | 0–2                     | Nigeria | Stade Général Seyni Kountché, Niamey Scheidsrechter: Helder Martins de Carvalho (ANG) |
| 15 februari 2015 15:00 |       | Osimhen 17' Nwakali 28' |         | Stade Général Seyni Kountché, Niamey Scheidsrechter: Helder Martins de Carvalho (ANG) |

|                        |              |     |        |                                                                                |
| 15 februari 2015 18:00 | Guinee       | 1–0 | Zambia | Stade Général Seyni Kountché, Niamey Scheidsrechter: Ali Mohamed Adelaïd (COM) |
| 15 februari 2015 18:00 | A. Touré 25' |     |        | Stade Général Seyni Kountché, Niamey Scheidsrechter: Ali Mohamed Adelaïd (COM) |

|                        |                    |     |                   |                                                                                      |
| 18 februari 2015 16:00 | Nigeria            | 1–1 | Guinee            | Stade Général Seyni Kountché, Niamey Scheidsrechter: Jean-Jacques Ndala Ngambo (CGO) |
| 18 februari 2015 16:00 | Nwakali 85' (pen.) |     | Diallo 14' (pen.) | Stade Général Seyni Kountché, Niamey Scheidsrechter: Jean-Jacques Ndala Ngambo (CGO) |

|                        |                    |     |           |                                                                                |
| 18 februari 2015 19:00 | Zambia             | 2–1 | Niger     | Stade Général Seyni Kountché, Niamey Scheidsrechter: Joaquin Esono Eyang (GEQ) |
| 18 februari 2015 19:00 | Daka 6' Museba 17' |     | Gonda 66' | Stade Général Seyni Kountché, Niamey Scheidsrechter: Joaquin Esono Eyang (GEQ) |

|                        |                       |     |              |                                                                                 |
| 21 februari 2015 18:30 | Niger                 | 2–1 | Guinee       | Stade Général Seyni Kountché, Niamey Scheidsrechter: Antoine Effa Essouma (CMR) |
| 21 februari 2015 18:30 | Boubabcar 3' Lara 40' |     | Bangoura 28' | Stade Général Seyni Kountché, Niamey Scheidsrechter: Antoine Effa Essouma (CMR) |

|                        |                                |     |          |                                                                |
| 21 februari 2015 18:30 | Nigeria                        | 3–1 | Zambia   | Stade Municipal, Niamey Scheidsrechter: Mustapha Ghorbal (ALG) |
| 21 februari 2015 18:30 | Osimhen 36', 48' Nwakali 45+1' |     | Daka 61' | Stade Municipal, Niamey Scheidsrechter: Mustapha Ghorbal (ALG) |

### Groep B
| Pos. | Land        | GW | W | G | V | DV | DT | +/− | Ptn. |
| ---- | ----------- | -- | - | - | - | -- | -- | --- | ---- |
| 1    | Mali        | 3  | 2 | 1 | 0 | 6  | 3  | +3  | 7    |
| 2    | Zuid-Afrika | 3  | 1 | 2 | 0 | 7  | 5  | +2  | 5    |
| 3    | Ivoorkust   | 3  | 1 | 1 | 1 | 4  | 4  | 0   | 4    |
| 4    | Kameroen    | 3  | 0 | 0 | 3 | 3  | 8  | –5  | 0    |

|                        |                       |     |                     |                                                           |
| 16 februari 2015 16:00 | Ivoorkust             | 2–2 | Zuid-Afrika         | Stade Municipal, Niamey Scheidsrechter: Denis Batte (UGA) |
| 16 februari 2015 16:00 | Kouao 75' Doumbia 83' |     | Mbatha 37' Mayo 61' | Stade Municipal, Niamey Scheidsrechter: Denis Batte (UGA) |

|                        |                                     |     |            |                                                                |
| 16 februari 2015 19:00 | Mali                                | 3–1 | Kameroen   | Stade Municipal, Niamey Scheidsrechter: Mustapha Ghorbal (ALG) |
| 16 februari 2015 19:00 | Sangaré 49' Koita 79' B. Traoré 89' |     | Hongla 62' | Stade Municipal, Niamey Scheidsrechter: Mustapha Ghorbal (ALG) |

|                        |                           |     |                         |                                                           |
| 19 februari 2015 16:00 | Zuid-Afrika               | 2–2 | Mali                    | Stade Municipal, Niamey Scheidsrechter: Kokou Fagla (TOG) |
| 19 februari 2015 16:00 | Mkatshana 74' Mohamme 81' |     | Maiga 18' B. Traoré 60' | Stade Municipal, Niamey Scheidsrechter: Kokou Fagla (TOG) |

|                        |           |     |                                |                                                                     |
| 19 februari 2015 19:00 | Kameroen  | 1–2 | Ivoorkust                      | Stade Municipal, Niamey Scheidsrechter: Noureddine El Jaafari (MAR) |
| 19 februari 2015 19:00 | Bayemi 3' |     | Kouadio 79' Doumbia 85' (pen.) | Stade Municipal, Niamey Scheidsrechter: Noureddine El Jaafari (MAR) |

|                        |           |               |      |                                                                          |
| 22 februari 2015 16:30 | Ivoorkust | 0–1           | Mali | Stade Municipal, Niamey Scheidsrechter: Helder Martins de Carvalho (ANG) |
| 22 februari 2015 16:30 |           | B. Traoré 35' |      | Stade Municipal, Niamey Scheidsrechter: Helder Martins de Carvalho (ANG) |

|                        |                                            |     |            |                                                                                  |
| 22 februari 2015 16:30 | Zuid-Afrika                                | 3–1 | Kameroen   | Stade Général Seyni Kountché, Niamey Scheidsrechter: Ferdinand Udoh Aniete (NGR) |
| 22 februari 2015 16:30 | Achille 3' (e.d.) Maluleke 45' (pen.), 58' |     | Bayemi 49' | Stade Général Seyni Kountché, Niamey Scheidsrechter: Ferdinand Udoh Aniete (NGR) |

## Knock-outfase
|  | Halve finale         | Halve finale         |   |                  | Finale           | Finale |
|  |                      |                      |   |                  |                  |        |
|  | 25 februari – Niamey |                      |   |                  |                  |        |
|  | Nigeria              | 0                    |   |                  |                  |        |
|  | Zuid-Afrika          | 1                    |   |                  |                  |        |
|  |                      |                      |   |                  |                  |        |
|  |                      |                      |   |                  | 1 maart – Niamey |        |
|  |                      |                      |   |                  | Zuid-Afrika      | 0      |
|  |                      | Mali                 | 2 |                  |                  |        |
|  |                      |                      |   |                  |                  |        |
|  |                      |                      |   |                  | Derde plaats     |        |
|  | 26 februari – Niamey | 26 februari – Niamey |   | 1 maart – Niamey | 1 maart – Niamey |        |
|  | Mali                 | 2                    |   | Nigeria          | 1                |        |
|  | Guinee               | 1                    |   |                  | Guinee           | 3      |

### Halve finale
|                        |         |          |             |                                                                                  |
| 25 februari 2015 16:00 | Nigeria | 0–1      | Zuid-Afrika | Stade Général Seyni Kountché, Niamey Scheidsrechter: Noureddine El Jaafari (MAR) |
| 25 februari 2015 16:00 |         | Mayo 27' |             | Stade Général Seyni Kountché, Niamey Scheidsrechter: Noureddine El Jaafari (MAR) |

|                        |                     |     |              |                                                                             |
| 26 februari 2015 16:00 | Mali                | 2–1 | Guinee       | Stade Général Seyni Kountché, Niamey Scheidsrechter: Mustapha Ghorbal (ALG) |
| 26 februari 2015 16:00 | Koita 25' Malle 53' |     | A. Touré 51' | Stade Général Seyni Kountché, Niamey Scheidsrechter: Mustapha Ghorbal (ALG) |

### Troostfinale
|                    |             |     |                             |                                                                         |
| 1 maart 2015 16:00 | Nigeria     | 1–3 | Guinee                      | Stade Général Seyni Kountché, Niamey Scheidsrechter: Gomno Daouda (NIG) |
| 1 maart 2015 16:00 | Osimhen 30' |     | A. Touré 35' Keita 40', 53' | Stade Général Seyni Kountché, Niamey Scheidsrechter: Gomno Daouda (NIG) |

### Finale
|                    |             |                        |      |                                                                                  |
| 1 maart 2015 19:00 | Zuid-Afrika | 0–2                    | Mali | Stade Général Seyni Kountché, Niamey Scheidsrechter: Noureddine El Jaafari (MAR) |
| 1 maart 2015 19:00 |             | Bagayoko 67' Malle 79' |      | Stade Général Seyni Kountché, Niamey Scheidsrechter: Noureddine El Jaafari (MAR) |